# Marion Stein
Maria Donata Nanetta Paulina Gustava Erwina Wilhelmine (Marion) Stein (Wenen, 18 oktober 1926 – 6 maart 2014) was een Britse concertpianiste. Zij was de 'Countess of Harewood'. Ze was de dochter van de Oostenrijkse muzikant Erwin Stein. Als Oostenrijkse vluchtte ze vanwege haar Joodse afkomst vlak voor de Tweede Wereldoorlog naar het Verenigd Koninkrijk en verkreeg daar later de Britse nationaliteit. 
Ze trouwde twee keer, eerst met George Lascelles op 29 september 1949. Voor de huwelijksfestiviteiten schreef de Britse componist Benjamin Britten A wedding anthem. Tezamen kregen ze drie zoons:
- David (21 oktober 1950)
- James (5 oktober 1953)
- Jeremy (14 februari 1955)

Ze scheidden in 1967. In 1973 trouwde ze met Jeremy Thorpe.
- Bibliothèque nationale de France: cb148039578 (data)
- Gemeinsame Normdatei: 1067987967
- International Standard Name Identifier: 0000 0000 6749 814X
- Library of Congress Control Number: n85218583
- MusicBrainz: c6c157dd-52a4-4e90-ac35-247ad56bc8fe
- Nationale bibliotheek van Australië: 35908546
- Nationale Bibliotheek van Israël: 987007412858505171
- Nederlandse Thesaurus van Auteursnamen: 072641304
- Trove: 1141286
- Virtual International Authority File: 12570414
- WorldCat: E39PBJfMjxD3B4TbkVVQffDg8C